# Münster
Münster  (în latină Monasterium) este un oraș din nordul landului Renania de Nord-Westfalia, din Germania. Din 1815 până în 1946 Münster a fost capitala provinciei prusace Westfalia. Orașul de pe râul Münstersche Aa se află între Dortmund și Osnabrück, în centrul regiunii Münsterland și este al douăzecilea oraș ca mărime din Germania, unul din centrele regionale din Renania de Nord-Westfalia.
În 2014 populația orașului a depășit prima dată valoarea de 300.000 de locuitori. 
Cu 55.000 de studenți, Münster este unul dintre cele mai mari zece orașe universitare din Germania.

## Istoric
În anul 793, sub Carol cel Mare, a fost înființată mănăstirea care a dat numele orașului. În anul 799 a fost înființată Episcopia de Münster, cu nucleul în mănăstirea respectivă. Orașul a fost în perioada medievală un important centru comercial, economic și religios în vestul Germaniei.
În anul 1648 a fost semnată aici Pacea Westfalică, care a pus capăt Războiului de Treizeci de Ani, care a fost purtat sub pretext religios.
Între 1815-1945 Münster a fost capitala provinciei Westfalia. În sec. al XIX-lea s-a transformat într-un important oraș industrial (industrie chimică, electrotehnică). 
Din 1933 până în 1946 episcop de Münster a fost Clemens August von Galen, unul din oponenții față de politica nazistă.
Orașul a suferit mult de pe urma bombardamentelor aviației engleze și a celei americane din anii 1944-1945 (91% din orașul vechi a fost distrus). După război redevine un centru economic dinamic, cu un sector terțiar foarte bine dezvoltat și cu instituții de cercetare ultramoderne. Este și un important centru universitar, având aprox. 50 de mii studenți la Universitatea din Münster, fondată în 1902.

## Personalități născute aici
- Alexander von Kluck (1846 - 1934), general;
- Carl Schuhmann (1869 - 1946), atlet medaliat Jocurile Olimpice;
- Reiner Klimke (1936 - 1999), om politic, sportiv medaliat olimpic;
- Dieter Gieseler (1941 - 2008), ciclist medaliat olimpic;
- Peter Funnekötter (n. 1946), canotor medaliat olimpic;
- Götz Alsmann (n. 1957), pianist, cântăreț;
- Joachim Wuermeling (n. 1960), om politic, europarlamentar;
- Ingeburg Schwerzmann (n. 1967), canotoare medaliată olimpic;
- Tanita Tikaram (n. 1969), cântăreață;
- Peter Hoeltzenbein (n. 1971), canotor medaliat olimpic;
- Alissa Jung (n. 1981), actriță;
- Helen Langehanenberg (n. 1982), sportivă medaliată olimpic;
- Christian Pander (n. 1983), fotbalist.